# Daniel T. Devereux
Daniel T. Devereux (* 27. April 1940) ist ein US-amerikanischer Philosoph und Philosophiehistoriker auf dem Gebiet der antiken Philosophie.
Nach dem B.A. in Liberal Arts am St. John’s College und einem M.A. in Politikwissenschaft an der University of Chicago wurde Devereux ebendort in Philosophie zum Ph.D. promoviert. Von 1970 bis zum Eintritt in den Ruhestand 2017 lehrte Devereux an der University of Virginia und ist dort nunmehr Professor emeritus in Philosophie.
Devereux arbeitet insbesondere zu Sokrates sowie zu Platon und Aristoteles und deren Metaphysik und Ethik.

## Schriften (Auswahl)
- Virtue and Happiness in Plato. In: Christopher Bobonich (Hrsg.), The Cambridge Companion to Ancient Ethics. Cambridge University Press, Cambridge 2017, S. 53–71.
- Scientific and ethical methods in Aristotle’s Eudemian and Nicomachean Ethics. In: Devin Henry, Karen Margrethe Nielsen (Hrsg.), Bridging the Gap between Aristotle’s Science and Ethics. Cambridge University Press, Cambridge 2015, S. 130–147.
- Theôria and Praxis in Aristotle’s Ethics. In: Pierre Destrée, Marco Antônio Zingano (Hrsg.), Theoria: Studies on the Status and Meaning of Contemplation in Aristotle’s Ethics. Peeters Press, Louvain-La-Neuve 2014.
- Comments on socratic moral psychology. In: Analytic Philosophy 53 (2), 2012, S. 216–223.
- Classical political philosophy: Plato and Aristotle. In: George Klosko (Hrsg.), The Oxford Handbook of the History of Political Philosophy. Oxford University Press, Oxford 2011.
- The Unity of the Virtues. In: Hugh H. Benson (Hrsg.), A Companion to Plato. Wiley-Blackwell, Malden 2006, S. 325–340.
- Mithrsg. von Donald J. Zeyl mit Phillip T. Mitsis (Hrsg.): Encyclopedia of Classical Philosophy. Greenwood Press, Westport, 1997, (Google Books).
- (Hrsg. mit Pierre Pellegrin): Biologie et métaphysique chez Aristote. Éditions du CNRS, Paris, 1990.